# Waldstein-Wartenberg János
Gróf Waldstein-Wartenberg János Nepomuk (Nagymegyer, 1809. augusztus 25. – Bécs, 1876. június 3.) bölcseleti és jogi doktor, műgyűjtő, császári és királyi kamarás és valóságos belső titkos tanácsos, a Magyar Tudományos Akadémia igazgató-tagja.

## Élete
Waldstein-Wartenberg Emánuel (1773–1829) gróf és sztárai és nagymihályi Sztáray Mária Terézia (1776–1826) grófnő fia. Magyarország közéletében tevékeny szerepet játszott. 1831-ben a magyar királyi udvari kamaránál fogalmazó; Széchenyi Istvánnak kedvelt embere volt az 1830-as években, később azonban útjaik elváltak. 1861-ben Ung megye főispánja lett. 1871-től elnöke volt az Országos Képzőművészeti Bizottságnak is. A Ferenc József-, a belga Lipót-, mexikói Guadeloupe-rend nagykeresztese, a Szent István- és máltai rend vitéze volt. Bírta a nagymegyeri uradalmat (Komárom megye).

## Házasságai
1844 februárjában feleségül vette gróf zicsi és vázsonykői Zichy Mária Teréziát (1813–1868). Házasságuk gyermektelenül maradt. Felesége halála után 1871. november 18-án Letovicen elvette köröspataki Kálnoky Adelheid grófnőt (1843–1905). A második házasságából se született gyermeke.

## Művei
- Specimen. tentaminis ex jure ecclesiastico universo, item iure civili romano atque diplomatica. Pestini, 1819
- Materia tentaminis ex iure patrio et criminali. Pestini, 1820
- Assertiones ex universa iuris prudentia et scientiis politicis, pro consequenda... juris universi doctoratus laurea... publice propugnavit. Budae, 1829